# Stealth
Stealth je angleški vojaški izraz za kombinacijo taktike, metod in tehnologije, ki služi zmanjševanju opaznosti osebja, vozil in objektov za različne senzorje. Izraz se sicer najpogosteje uporablja za tehnologijo za zmanjšanje radarske opaznosti.

## Zgodovina
Med prve metode za zmanjševanje opaznosti vojaških enot sodi maskiranje oz. kamuflaža, ki se je v vojskovanju začela uporabljati šele pred začetkom 1. svetovne vojne. Namen kamuflaže je razbitje človeške silhuete in čim boljše zlivanje z okoljem, kar oteži predvsem vidno detekcijo.
Razvoj tehnologije za zmanjšanje opaznosti pa je začel dobivati zagon šele v 2. svetovni vojni, ko so se razvili različni senzorji, predvsem radar. Nemci so proti koncu vojne razvili posebno oblogo, ki je sorazmerno dobro vpijala elektromagnetno valovanje takratnih radarjev in so jo uporabljali za oblaganje stolpov svojih podmornic (na teh podmornicah so preizkušali še posebne gumijaste obloge, s čimer so zmanjšali hrup in opaznost za sonar). Ravno tako so izdelali prototip bombnika Horten Ho-229, ki je bil zasnovan na principu letečega krila; dodatno je bil prekrit z mešanico grafitnega prahu in lepila. To je omogočilo dobro neopaznost za takratne radarje, kar so s poskusi ugotovili šele po vojni.
Po koncu vojne so z razvojem te tehnologije nadaljevali v ZDA, kjer so želeli zmanjšati radarsko opaznost vohunskih letal U2. V okviru teh raziskav so izdelali tudi letalo A-12, ki je bilo predhodnik nadzvočnega vohunskega letala SR-71 Blackbird.
V sedemdesetih letih 20. stoletja se je na podlagi teh raziskav začel projekt Have Blue, katerega namen je bil izdelati lovsko letalo in bombnik z zmanjšano radarsko opaznostjo. V okviru tega projekta so se močno naslanjali na teorijo zmanjšanja radarske slike, ki jo je razvil ruski fizik Peter Ufimcev in je omogočala računalniško podprto načrtovanje novih letal. Rezultat tega projekta sta bila taktični bombnik F-117 in strateški bombnik B-2 Spirit, ki sodita med najdražja moderna letala.

## Zmanjšanje opaznosti

### Zmanjšanje opaznosti za radar
Glej tudi glavni članek: Radarski presek
Zmanjševanje radarske opaznosti se izvaja z motenjem radarja ter z zmanjšanjem radarskega preseka, ki je pasivna metoda. Slednje se danes dosega s kombinacijo oblike površine, ki preusmeri glavnino radarskega snopa stran od radarja in uporabo materialov za absorbcijo elektromagnetnega valovanja. S tem se ustvarijo področja, v smeri katerih se odboj radarskega snopa zelo zmanjša. Pri letalih je treba vse orožje spraviti v trup, enako velja tudi za antene in ostale izstopajoče dele. Zelo podobni prijemi so uporabljeni tudi pri najnovejših tipih vojnih ladij.
Pri prvih letalih z zmanjšano radarsko opaznostjo je uporaba teh ukrepov privedla do zmanjšanja stabilnosti, ki jo je bilo treba zagotavljati umetno z uporabo sistema fly-by-wire. Poleg tega je zaradi zahteve po namestitvi orožja v trupu bojni tovor teh letal po navadi manjši, kot bojni tovor običajnih letal.

### Zmanjšanje opaznosti za infrardeče (IR) senzorje
Zmanjšanje opaznosti za senzorje IR valovanja je naslednji pomemben ukrep za zmanjšanje splošne opaznosti. Pri tem gre za metode zmanjševanja oddane toplote, ki jo v glavnem generirajo pogonski motorji.
Pri letalskih motorjih se pogosto uporabljajo turboreaktivni motorji z dvojnim obtokom (t. i. turboventilatorski motorji), pri katerih se vroči izpušni plini dodatno hladijo s tokom hladnega zraka. Pri teh motorjih po navadi ni komore za dodatno zgorevanje, saj bi uporaba slednjega povečala toplotno sliko letala. Negativna stran tega je nižja hitrost letala in zmanjšana možnost ostrejših manevrov, ki zahtevajo večjo moč motorja. Dodatno hlajenje zagotavljajo zelo široke izpušne odprtine v obliki rež, ki so lahko v smeri proti tlom zakrite s toplotno odpornimi zasloni (kot npr. pri bombniku B-2).

### Zmanjšanje hrupa
Metode za zmanjšanje hrupa so poleg v letalstvu predvsem pomembne za zmanjševanje opaznosti vodnih plovil (ladij in podmornic), saj pri slednjih zaradi vrtinčenja vode pri gibanju in pogonskega sistema prihaja do nezanemarljivega hrupa. Zato so površine posebej oblikovane, da se vrtinčenje čim bolj zmanjša; enaka pozornost je potrebna pri načrtovanju ladijskih vijakov, ki proizvajajo največji hrup. Poleg tega se močno uporabljajo tudi protihrupne obloge, ki dušijo ostale zvoke.

### Prikrivanje emisij lastnih elektronskih naprav
Z napredkom senzorjev je zaščita pred detekcijo različnih elektromagnetnih emisij, ki izvirajo iz elektronskih naprav na vozilu (kot so radarji, radiozveze, itd), postala zelo pomemben del zmanjševanja neopaznosti. Z uporabo Faradayevih kletk se prepreči širjenje emisij iz naprav navzven. Pri napravah, kot sta radio in radar, se uporabljajo posebne metode oblikovanja oddanih signalov tako, da jim je težko slediti oz. zvenijo kot naključne motnje.

## Protiukrepi
Kmalu po zalivski vojni, kjer so bili množično uporabljeni tudi manj opazni bombniki F-117, so ostale države začele tehnologijo za zmanjšanje opaznosti jemati bolj resno in tudi načrtovati protiukrepe, ki so zasnovani na znanih omejitvah tehnologije za zmanjšanje radarske opaznosti.
Predvsem v Rusiji so začeli glavnino razvoja vlagati v radarje z nižjimi frekvencami (npr. v območju VHF), ki bi bili teoretično zmožni zaznati letala z zmanjšano radarsko opaznostjo. Pri tem so po nekaterih trditvah na področju obdelave signalov naredili precejšen napredek na področju ločevanja tarč od neželjenih odbojev (clutter), ki je bilo vedno slaba točka teh radarjev.
Potencialen protiukrep bi bilo omrežje radarjev, kjer so sprejemniki postavljeni ločeno od oddajnika, saj manj opazna letala zaradi svoje oblike preusmerijo radarski snop v druge smeri, kjer bi jih lahko prestregli radarski sprejemniki in tako zaznali letalo. Izpeljanka tega principa so t. i. pasivni radarji, ki bi namesto namenskih oddajnikov uporabili kar obstoječe omrežje radijskih, televizijskih in GSM oddajnikov.